# Lars Teutenberg
Lars Teutenberg, nascido a 2 de setembro de 1970 em Mettmann, é um ciclista amador alemão reconhecido por superar o Recorde da hora em bicicletas especiais.
É irmão de Sven e de Ina-Yoko Teutenberg, ciclistas profissionais.

## Palmarés
| - 1992 (como amador) - Tour de Hainaut - 1996 (como amador) - GP Buchholz - 1998 - Tour de Thuringe, mais 1 etapa - 2001 (como amador) - 1 etapa do Cinturón a Mallorca - 1 etapa do Tour do Japão | - 2003 (como amador) - Cinturón a Mallorca - Tour de Düren - Cinturó de l'Empordá, mais 1 etapa - 2007 (como amador) - 2.º Campeonato da Alemanha Contrarrelógio - 2012 (como amador) - 3.º Campeonato da Alemanha Contrarrelógio - 2014 (como amador) - 3.º Campeonato da Alemanha Contrarrelógio |